# نائب رئيس الولايات المتحدة
نائب رئيس الولايات المتحدة (بالإنجليزية: Vice President of the United States) هو ثاني أعلى منصب في الإدارة الأمريكية بعد الرئيس، وهو الشخص الأول في خط الخلافة الرئاسية، حيث يصعد إلى الرئاسة بعد وفاة الرئيس أو عجزه أو استقالته أو إقالته، كما يعد هو رئيس مجلس الشيوخ الأمريكي ويحق له التصويت في حالة وجود تعادل في الأصوات، وكذلك يترأس الجلسات المشتركة للكونجرس بين مجلسي الشيوخ والنواب.
نائب الرئيس هو أيضا عضو في مجلس الأمن القومي، وعضو مجلس أمناء مؤسسة سميثسونيان، ويكون لدى نائب الرئيس مكتب خاص ومساعدين لمساعدته وتنظيم المهام الرسمية لنائب الرئيس، كما يتولى نائب الرئيس الكثير من المهام الرئاسية في حال غياب الرئيس، كما يتولى بعض المهام البروتوكولية بالنيابة عن الرئيس، وعلى مدار 100 عام منذ تأسيس هذا المنصب تغير دور نائب الرئيس وتطور بشكل كبير وأصبح يتمتع بتأثير في السلطة السياسية الداخلية والخارجية.
منصب نائب الرئيس أقيم بموجب المادة الثانية لدستور الولايات المتحدة، ويُنتخب نائب الرئيس بشكل غير مباشر، حيث يُنتخب رئيس الولايات المتحدة ونائبه جنباً إلى جنب في الانتخابات الرئاسية ويتم اختيارهم من قبل أعضاء المجمع الإنتخابي الذي يتم اختيارهم من قبل الشعب ومدة الخدمة في المنصب أربع سنوات ويمكن التجديد إذا تم اختيار الشخص من قبل رئيس الولايات المتحدة، والشروط المطلوبة لشغل هذا المنصب هي نفس الشروط المطلوبة لتولي منصب الرئيس، ويمكن لنائب الرئيس إعادة الترشح لهذا المنصب لأي فترات رئاسية بدون قيود على عكس منصب الرئيس المرتبط بفترتين فقط بحسب التعديل 22 للدستور الأمريكي.
كما قام المُشرع الأمريكي بتعديل للدستور (التعديل الخامس والعشرون للدستور الأمريكي الذي تم إقراره عام 1967) والذي بمقتضاه يمكن للرئيس أن يعين نائب الرئيس في حال كان منصب الأخير شاغراً، على أن يوافق عليه أغلبية أعضاء الكونغرس بقسميه النواب والشيوخ. وقام بتطبيق هذا التعديل كلٌ من ريتشارد نيكسون في تعيين جيرالد فورد نائباً له عام 1973، ثم طبقه فورد نفسه عندما صار رئيساً في العام التالي باختياره نيلسون روكفلر نائباً له.

## المنشأ
لم يرد ذكر منصب نائب الرئيس في المؤتمر الدستوري لعام 1787 حتى نهايته، وذلك عندما اقترحت لجنة مكونة من 11 عضو حول «الأعمال التجارية المتبقية» طريقة جديدة لانتخاب الرئيس التنفيذي (الرئيس). سبق أن نظر المندوبون في اختيار رئيس مجلس الشيوخ وقرروا أن «مجلس الشيوخ سيختار رئيسه بنفسه» كما وافقوا على تعيين هذا المسؤول بمثابة خليفة للرئيس التنفيذي بشكل مباشر. نظروا أيضًا في الطريقة التي يجري فيها انتخاب رئيس السلطة التنفيذية لكنهم لم يتفقوا على رأي موحّد. لكن تغير كل هذا في 4 سبتمبر، عندما أوصت اللجنة بأن يتم انتخاب الرئيس التنفيذي من قِبَل مجمع انتخابي، بحيث يكون لكل ولاية عدد من الناخبين الرئاسيين مساوٍ لمجموع تخصيص الولاية للنواب والشيوخ.
دعت عملية الانتخابات الرئاسية المُقترحة كل ولاية إلى اختيار أعضاء الكلية الانتخابية الذين سيستخدمون سلطتهم الممنوحة في اختيار المرشحين الذين يُعدّون أفضل المؤهلين. مع العلم بأن ولاء المرشحين لولايتهم يفوق ولاءهم للاتحاد الجديد، ومن ذلك افترض واضعو الدستور أن الناخبين الفرديين يميلون إلى اختيار مرشح من ولايتهم (ما يُعرف باسم «الابن المفضل») وليس من أي ولاية أخرى. لذا أنشؤوا منصب نائب الرئيس، وطالبوا الناخبين بالتصويت لمرشحين اثنين، بحيث يكون واحد منهما على الأقل من خارج ولاية الناخبين، معتقدين بأن التصويت الثاني سوف يكون من مصلحة مرشح ذي طابع وطني. بالإضافة إلى ذلك، وتجنّبًا لاحتمال تلاعب الناخبين عند التصويت الثاني، تم تحديد الوصيف الأول بمنصب نائب الرئيس.
الطريقة الناتجة عن عملية انتخاب الرئيس ونائب الرئيس، المنصوص عليها في المادة 2 القسم 1 الخاصة بالبند 3، تُحدد عددًا مساويًا من الناخبين في كل ولاية بالنسبة للمجموع الكلي لعضوية مجلس الشيوخ ومجلس النواب. إذ سُمِحَ لكل ناخب بالتصويت لمرشحين لمنصب الرئيس (بدلًا من الرئيس ونائب الرئيس)، في حين لم يُسمح بعملية التصويت التراتبي بالنسبة لمنصب الرئاسة. وبذلك يُعين المرشح الذي يحصل على أكبر عدد من الأصوات (شريطة حصوله على الأغلبية المطلقة من العدد الكلي للناخبين) لمنصب الرئيس، في حين يُعين المرشح الذي يحصل على العدد الأكبر التالي من الأصوات بمنصب نائب الرئيس. في حال التعادل بين المركز الأول والثاني، أو في حال لم يفز أي مرشح بأغلبية الأصوات، يتم اختيار الرئيس ونائب الرئيس عن طريق بروتوكولات الانتخابات المشروطة المنصوص عليها في البند.
سرعان ما أدّى ظهور أحزاب سياسية وحملات انتخابية منسقة وطنيًا خلال تسعينيات القرن التاسع عشر (والتي لم يفكر بها واضعو الدستور) إلى إحباط هذه الخطة المدروسة. في انتخابات عام 1796، فاز المرشح عن الحزب الفدرالي جون آدامز بالرئاسة، لكن منافسه القوي، المرشح عن الحزب الجمهوري الديمقراطي توماس جيفرسون حصل على المركز الثاني واحتل منصب نائب الرئيس. وبذلك، كان كل من الرئيس ونائبه من أحزاب متعارضة؛ إذ استخدم جيفرسون منصبه كنائب رئيس لإفشال سياسات وخطط الرئيس الفدرالي. وبعد ذلك بأربع سنوات في انتخابات عام 1800، حصل كل من جيفرسون وزميله الجمهوري الديمقراطي آرون بور على 73 صوتًا انتخابيًا. وفي الانتخابات التي تلت ذلك، فاز جيفرسون أخيرًا في الاقتراع السادس والثلاثين، وأصبح بور نائبًا للرئيس. بعد ذلك، أُصلِحَ النظام من خلال التعديل الثاني عشر في الوقت المناسب تمامًا لاستخدامه في انتخابات عام 1804.

## دور نائب الرئيس
وافق المفوضون على إنشاء منصب نائب الرئيس بمهامه التنفيذية والسيناتورية على حد سواء، لكن لم يستوعب الكثيرون مهام وأدوار هذا المنصب، لذا أعطوا نائب الرئيس واجبات وسلطة محدودة. أيّدت ولايات قليلة هذه الخطة وهذا المنصب. ونصّ دستور نيويورك على أن «يكون الملازم الحاكم، بحكم منصبه، رئيسًا لمجلس الشيوخ، وأن يكون له رأي خاص حول قرارات المجلس، وليس حول أي سلطة أخرى». ونتيجةً لذلك، امتلك منصب نائب الرئيس في البداية سلطة محدودة في مجالات مُختصرة. حُددت مهام سلطة مكتب نائب الرئيس الحالية من وفود الرئيس والكونغرس، وأيضًا من خلال التعديلات في الدستور.

### رئاسة محاكم سحب الثقة
باعتباره رئيس مجلس الشيوخ، قد يتولى الرئيس أيضاً رئاسة أغلب محاكمات سحب الثقة (التنحية) وتوجيه الاتهام إلى ضباط فيدراليين. ولكن عندما يكون رئيس الولايات المتحدة قيد المحاكمة، فإن الدستور ينصّ على تولي رئيس قضاة الولايات المتحدة رئاسة هذه المحكمة. وكان الهدف من هذا الشرط تجنّب تضارب المصالح المحتملة في أن يتولى نائب الرئيس رئاسة المحكمة بهدف إقالة المسؤول الوحيد الذي كان يقف بينه وبين الرئاسة. وعلى النقيض من ذلك، لا يوجد قانون يوضّح مَن مِن الرؤساء الاتحاديين يجب تعيينه عندما يُحاكم نائب الرئيس؛ ومن ثم، فقد تُرِكَ الأمر غير واضحًا فيما إذا كان نائب الرئيس الذي تم عزله يمكنه، بصفته رئيس مجلس الشيوخ، أن يترأس محاكمة سحب الثقة الخاصة به، مع العلم بأن ذلك غير موضح ضمن الدستور.

### الإشراف على الأصوات الانتخابية
ينصّ التعديل الثاني عشر على أن يتولى نائب الرئيس، بصفته رئيساً لمجلس الشيوخ، رئاسة عملية عدّ الأصوات الانتخابية وعرضها على الهيئة الانتخابية. وتجري هذه العملية خلال دورة مشتركة للكونغرس تُعقد في 6 يناير من السنة التالية للانتخابات الرئاسية، على النحو المنصوص عليه في القانون الاتحادي. ومن المقرر أن يجري هذا في أعقاب الانتخابات الرئاسية لعام 2020 في السادس من يناير عام 2021 (ما لم يحدد الكونغرس موعدًا آخرًا بحسب القانون).
وبهذه الصفة، تمكّن أربعة من نواب الرئيس من الإعلان عن انتخابهم للرئاسة وهم: جون آدامز وتوماس جيفرسون ومارتن فان بورين وجورج بوش الأب. وتمثل المرشحون المعارضون في كل من جون سي. بريكينريدج عام 1861، وريتشارد نيكسون عام 1961، وآل غور عام 2001، إذ كان على الجميع الإعلان عن انتخاب خصومهم. في عام 1969، كان نائب الرئيس هيوبرت همفري ليفعل ذلك أيضًا بعد خسارته في عام 1968 أمام ريتشارد نيكسون؛ ولكن في تاريخ الجلسة المشتركة للكونغرس، كان همفري في النرويج يحضر جنازة تريغفي لي، أول أمين عام منتخب للأمم المتحدة. وفي 8 فبراير عام 1933، أعلن نائب الرئيس تشارلز كورتيس انتخاب خليفته، رئيس مجلس النواب جون نانس غارنر، بينما كان غارنر يجلس بجانبه في مجلس النواب.